# Viking Hellas
Viking Hellas Airlines, comerciazado como Viking Hellas, como una aerolínea chárter privada con sede en Atenas, Grecia. Fue una filial de Viking Airlines con base en Atenas y Heraklion, Grecia.

## Historia
Viking Hellas obtuvo el AOC griego en octubre de 2009. Las operaciones fueron iniciadas por un único McDonnell Douglas MD-83 operando vuelos chárter por Europa. Los vuelos regulares fueron iniciados en febrero de 2010.

## Destinos
Viking Hellas opera a los siguientes destinos de forma regular (en marzo de 2010):
- Grecia
  - Atenas - Aeropuerto Internacional de Atenas Base
- Irak
  - Erbil - Aeropuerto Internacional de Erbil
  - Bagdad - Aeropuerto Internacional de Bagdad
  - Suleimaniya - Aeropuerto Internacional de Suleimaniya
- Países Bajos
  - Ámsterdam - Aeropuerto de Ámsterdam-Schipol
- Reino Unido
  - Mánchester - Aeropuerto de Mánchester

## Flota
La flota de Viking Airlines incluye las siguientes aeronaves (a 1 de diciembre de 2010):